# Paraclara dimidiata
Paraclara dimidiata är en tvåvingeart som först beskrevs av Brauer och Julius Edler von Bergenstamm 1889.  Paraclara dimidiata ingår i släktet Paraclara och familjen parasitflugor. Inga underarter finns listade i Catalogue of Life.